# Charles Henry Dessalines d'Orbigny

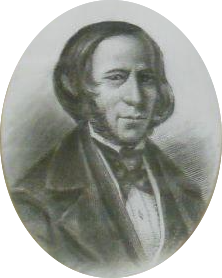

Charles Henry Dessalines d'Orbigny (Charles-Henri Dessalines d'Orbigny) (* 2 de diciembre de 1806, Couëron (Loire-Atlantique) - 14 de febrero de 1876, París) fue un botánico y geólogo francés .
Era hermano menor del naturalista Alcide Dessalines d'Orbigny (1802-1857). 
Comienza sus estudios en La Rochelle; y parte a París para estudiar medicina. 
En 1834 sucede a Louis Cordier (1777-1861), como ayudante preparador en geología en el Muséum national d'histoire naturelle. Y asciende a ayudante naturalista en 1837, pero debe renunciar en 1864 a causa de su salud desfalleciente; siendo reemplazado por Stanislas Étienne Meunier (1843-1925). 
Dirige la aparición del Dictionnaire universel d’histoire naturelle (1849 en seis volúmenes, con 2.ª ed. en 1861), considerada como una de las mejores enciclopedias de historia natural del siglo XIX (reeditada en 2007).

## Nota
1. ↑  Éric Baratay (2007). Les Planches du Dictionnaire universel d’histoire naturelle de Charles d’Orbigny. Portraits d’animaux, Fage éditions (Lyon) : 335 p. ISBN 978-2-84975-070-4

## Fuente
- Philippe Jaussaud & Édouard R. Brygoo. 2004. Du Jardin au Muséum en 516 biographies. Muséum national d’histoire naturelle de París : 630 p. ISBN 2-85653-565-8